# Julian Schieber
Julian Schieber (Backnang, Alemania, 13 de febrero de 1989) es un exfutbolista alemán. Jugaba de delantero y su último equipo fue el F. C. Augsburgo de la Bundesliga de Alemania. 

## Trayectoria
Schieber hizo su debut en la Bundesliga en 2008 con el primer equipo del VfB Stuttgart en un encuentro contra el Energie Cottbus.
Para la temporada 2010-11 fue cedido al 1. FC Nürnberg.
En junio de 2012 el delantero alemán fichó por el Borussia Dortmund, el vigente campeón de la Bundesliga.
El 4 de julio de 2014, Julian Schieber fue fichado por el Hertha de Berlín, procedente del Borussia Dortmund.
El 22 de mayo de 2018, Julian se marchó del conjunto capitalino y firmó por el F. C. Augsburgo.En el conjunto augsburgués disputaría pocos encuentros, anunciando finalmente su retirada en 2021.

## Clubes
| Club                    | País     | Año       |
| ----------------------- | -------- | --------- |
| VfB Stuttgart II        | Alemania | 2008      |
| VfB Stuttgart           | Alemania | 2009-2012 |
| 1. FC Nürnberg (cedido) | Alemania | 2010-2011 |
| Borussia Dortmund       | Alemania | 2012-2014 |
| Hertha BSC              | Alemania | 2014-2018 |
| F. C. Augsburgo         | Alemania | 2018-2021 |